# 종분화의 역사

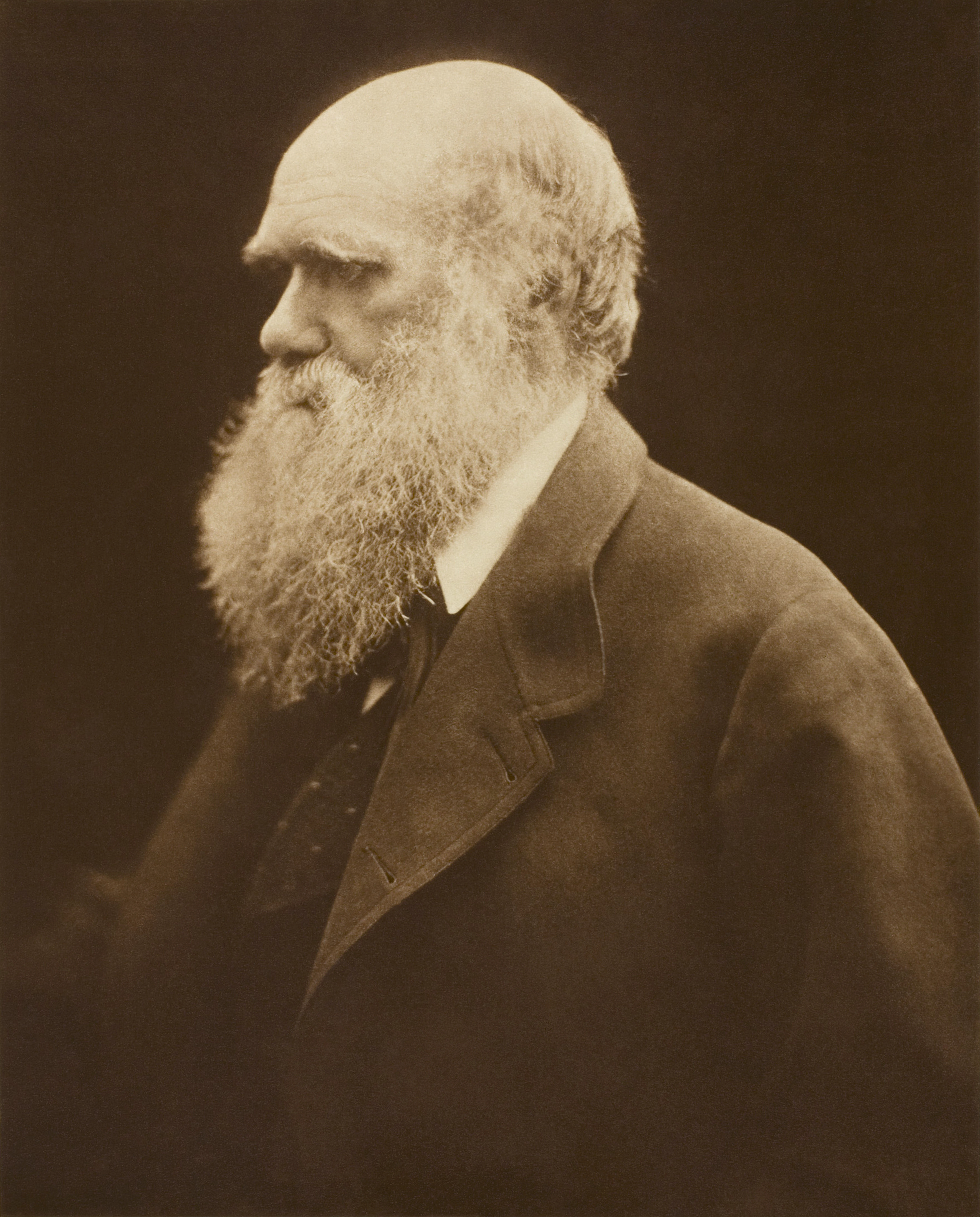
1868년의 찰스 다윈

종분화(종이 진화하여 새로운 종이 되는 방법)에 대한 과학적 연구는 19세기 중반 찰스 다윈 시대에 시작되었다. 당시 많은 박물학자들은 생물지리학(종의 분포 방식)과 종의 진화 사이의 관계를 인식했다. 20세기에는 종의 지리적 패턴과 관계를 연구하고 문서화하는 에른스트 마이어와 같은 주요 공헌자들과 함께 종분화 분야가 성장했다. 이 분야는그 세기 초반에 현대 진화 이론과 함께 두각을 나타내게 되었다. 그 이후로 종분화에 대한 연구는 엄청나게 확장되었다.
종분화의 언어는 더욱 복잡해졌다. 종분화 및 생식적 격리의 메커니즘에 대한 분류 체계에 대한 논쟁이 계속되고 있다. 21세기는 분자 계통발생학 및 계통분류학과 같은 새로운 기술과 함께 종분화 연구에서 부활을 보았다. 종분화는 두 개의 초기 개체군 사이의 유전자 흐름 속도에 해당하는 개별 모드로 크게 나뉜다. 현재 연구는 대체 계획의 개발과 새로운 종분화 과정의 발견을 주도했다.
종분화의 기작을 보여주는 현상으로 고리종이 있다.

## 초기 역사

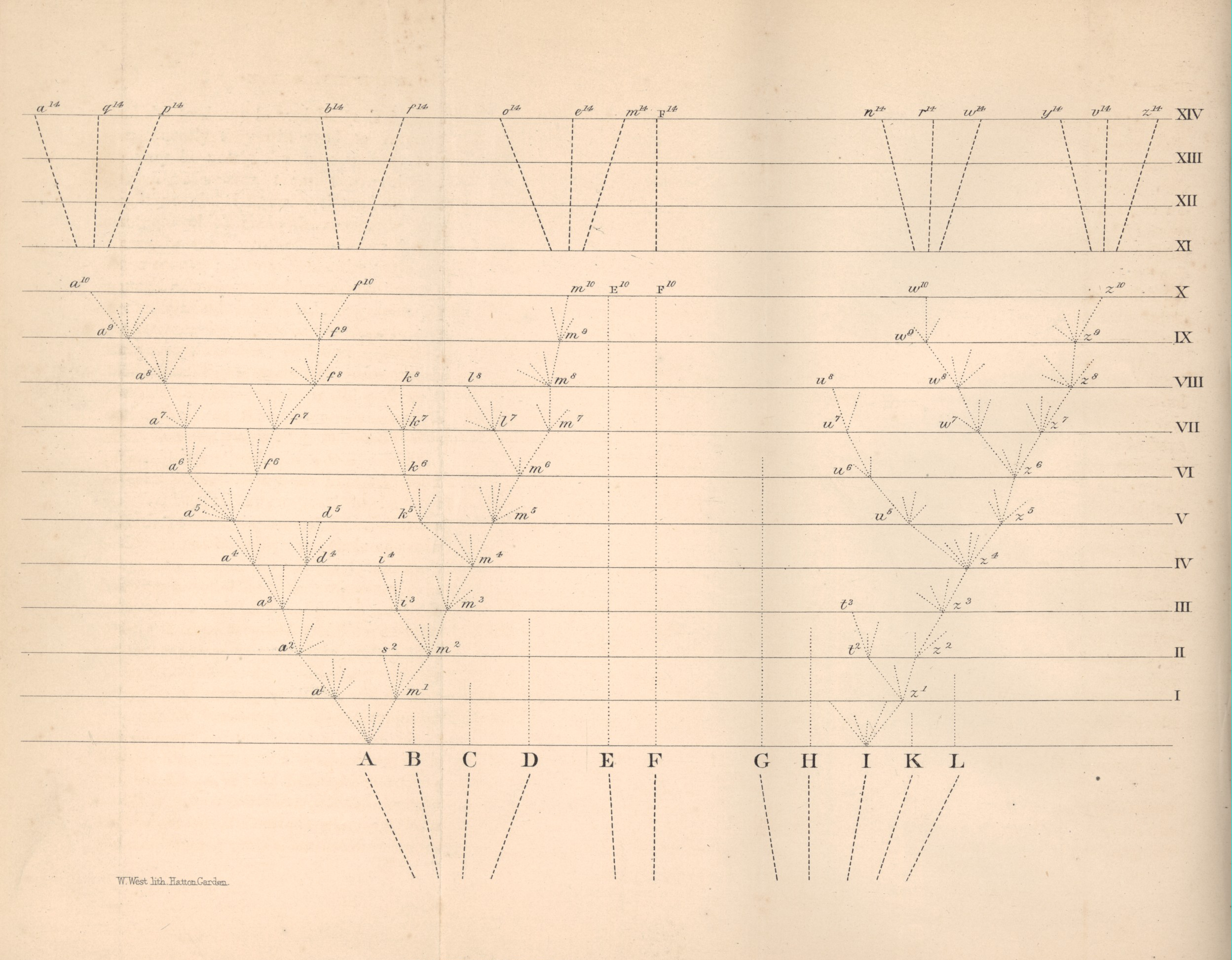
다윈(다윈)의 1859년 종의 기원(On Origin of Species)에 나오는 유일한 도표, 혈통이 갈라져 새로운 종을 형성하는 나무.

찰스 다윈은 1859년 자신의 책 종의 기원에서 specification으로 언급하면서 종이 진화하고 별도의 혈통으로 나눌 수 있다는 아이디어를 소개했다. 1906년이 되어서야 현대적인 의미의 용어, 종분화가 생물학자인 Orator F. Cook에 의해 만들어졌다. 다윈은 1859년 간행물에서 주로 한 종 내에서 발생할 수 있는 변화에 초점을 맞추고 종이 어떻게 두 가지로 나눌 수 있는지에 대해서는 덜 강조했다. :1다윈의 책이 그 제목을 직접적으로 다루지 않았다는 것은 거의 보편적으로 받아들여지고 있다. 대신에 다윈은 종분화가 새로운 생태적 지위로 들어가는 종에 의해 발생하는 것으로 보았다. :125

### 다윈의 견해
찰스 다윈이 자신의 출판물 종의 기원에서 진정한 지리학적 기반 종분화 모델을 인식했는지 여부에 대해 논란이 있다. 11장 "지리적 분포"에서 다윈은 이주에 대한 지리적 장벽에 대해 논의한다. F.J 설로웨이는 종분화에 대한 다윈의 입장이 적어도 "오도된" 것이며 나중에 와그너(Wagner)와 데이비드 스타 조던(David Starr Jordan)이 다윈이 동성 종분화를 종분화의 가장 중요한 방식으로 보았다고 믿도록 잘못된 정보를 제공했을 수 있다고 주장한다. :83그럼에도 불구하고, 다윈은 결코 바그너의 지리적 종분화 개념을 완전히 받아들이지 않았다.
진화 생물학자인 제임스 말렛(James Mallet)은 다윈의 종의 기원에 대해 실제로 종분화에 대해 논의한 적이 없는 것과 관련하여 반복된 진언은 거짓이라고 주장한다. 이 주장은 헉슬리와 George Romanes(다윈의 동시대인)로부터 시작되었는데, 다윈은 잡종에서 생존 불가능성과 불임의 기원을 설명하는 데 실패했다고 선언했다. 유사한 주장이 20세기 후반에 돌연변이주의(mutationist) 학파에 의해, 그리고 Richard Goldschmidt에 의한 현대 진화 이론이 나온 이후에도 공표되었다. 다윈에 대한 이 견해의 또 다른 강력한 지지자는 마이어이다. 마이어는 다윈이 생물학적 종 개념을 사용하여 종을 정의하지 않았기 때문에 종분화 문제를 해결할 수 없다고 주장했다. 그러나 다윈의 변환 노트에 종의 분할에서 격리의 역할에 관한 글이 포함되어 있기 때문에 마이어의 견해는 완전히 받아들여지지 않았다. 게다가, 종분화에 대한 다윈의 생각 중 많은 부분은 적응 복사와 생태학적 종분화의 현대 이론과 대체로 일치한다.

### 다윈의 딜레마
종의 기원에 대한 질문을 다룰 때 두 가지 주요 문제가 있다.
1. 종분화의 진화적 메커니즘은 무엇인가?
2. 생물군에서 종의 분리성과 개별성을 설명하는 것은 무엇인가?

찰스 다윈의 시대 이래로 종의 본질을 이해하려는 노력은 주로 첫 번째 측면에 초점을 맞추었으며, 이제는 새로운 종의 기원 뒤에 있는 중요한 요소가 생식적 고립이라는 데 널리 동의되고 있다. 다윈은 또한 종의 기원의 두 번째 측면을 고려했다.
다윈은 유기체를 종으로 묶는 것에 당황했다. 다윈의 책 6장의 제목은 "이론의 어려움"이다. 이러한 "난이도"에 대해 논의하면서 그는 "첫째, 종이 다른 종에서 감지할 수 없을 정도로 미세한 단계적 변화에 의해 내려왔다면, 우리는 어디에서나 무수한 과도기 형태를 볼 수 없는 이유는 무엇이까? 우리가 보기에 종은 잘 정의되어 있는 것이 아니라 왜 모든 자연이 혼란 속에 있지 않까?" 이 딜레마는 서식지 공간에서 과도기 품종의 부재 또는 희소성이라고 할 수 있다.
첫 번째 딜레마와 관련된 또 다른 딜레마는 과도기 품종이 시간적으로 존재하지 않거나 희소하다는 것이다. 다윈은 자연 선택 이론에 의해 "수많은 이행 형태가 존재했음에 틀림없다"고 지적하고 "왜 우리는 그것들이 지구의 지각에 셀 수 없이 많은 수로 묻혀 있는 것을 발견하지 못하는지" 의아해했다. 명확하게 정의된 종이 시간과 공간 모두에서 자연에 실제로 존재한다는 것은 자연 선택의 일부 근본적인 특징이 종을 생성하고 유지하도록 작동한다는 것을 의미한다.
이러한 딜레마가 어떻게 해결될 수 있는지에 대한 가능한 설명은 종분화 문서에서 논의된다.

## 생물지리학적 영향

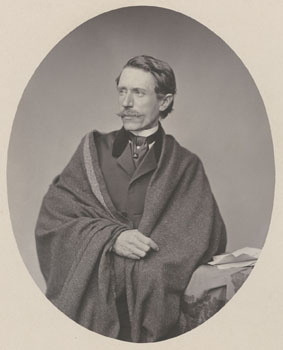
독일인 여행자 모리츠 바그너 (1813~1887)

종 개체군과 관련된 지리적 요인에 대한 인식은 다윈 이전에도 존재했으며, 많은 박물학자들이 종 관계에서 고립의 역할을 알고 있었다. :4821833년에 C.L Gloger는 지리적 변화를 기술한 The Variation of Birds Under Influence of Climate를 출판했지만 지리적 고립이 과거의 종분화 사건의 지표라는 것을 인식하지 못했다. :4821856년에 또 다른 박물학자인 Wollaston은 섬 딱정벌레를 본토 종과 비교하여 연구했다. :482그는 고립을 차별화의 핵심으로 보았다. :482그러나 그는 그 패턴이 종분화에 의한 것이라는 것을 인식하지 못했다. :483한 박물학자인 Leopold von Buch(1825)는 지리적 패턴을 인식하고 지리적 고립으로 인해 종이 새로운 종으로 분리될 수 있다고 명시적으로 언급했다.:483 마이어는 Von Buch가 지리학적 종분화를 진정으로 제안한 최초의 박물학자였을 것이라고 제안한다. 베이츠(1863)와 같은 다른 박물학자들은 패턴을 종분화의 증거로 인식하고 수용했지만 Bate의 경우 일관된 모델을 제안하지 않았다. :484
1868년에 바그너는 지리적 종분화의 개념을 최초로 제안했다.:484 그는 "분리 이론(separationtheorie)"이라는 용어를 사용했다. 진화 생물학자이자 자연 선택의 중요성을 강력하게 지지하는 Edward Bagnall Poulton은 1904년에 "동종 종분화(sympatric speciation)"라는 용어를 만드는 과정에서 종분화를 촉진하는 데 있어 지리적 고립의 역할을 강조했다.
카를 요르단(Karl Jordan)과 데이비드 스타 요르단(David Starr Jordan)과 같은 동물의 지리적 분포를 연구한와그너와 다른 박물학자들은 밀접하게 관련된 종들이 종종 지리적으로 서로 분리되어 있다는 사실을 알아냈다.:2 칼 요르단은 당시의 지배적인 견해와 극명하게 대조되는 새로운 종의 기원에서 돌연변이의 통합과 고립을 인식한 것으로 생각된다.:486 데이비드 스타 요르단은 1905년에 Wagner의 제안을 반복하여 이론을 뒷받침하는 풍부한 자연 증거를 제공했다.:2 지리적 고립은 명백하지만 불행히도 당시 대부분의 유전학자와 실험적 진화 생물학자들에 의해 무시되어 왔다고 주장한다.:487 Joel Asaph Allen은 밀접하게 관련된 종의 지리적 분리의 관찰된 패턴을 "요르단의 법칙"(또는 바그너의 법칙)이라고 부른다.:487 논쟁에도 불구하고 대부분의 분류학자들은 지리학적 종분화 모델을 받아들였다. :487
종분화를 설명하는 데 사용된 많은 초기 용어는 에른스트 마이어에 의해 요약되었다. 그는 1942년 간행물인 <Systematics and the Origin of Species, from the Viewpoint of a Zoologist>, 그리고 이후 1963년에 출판한 <Animal Species and Evolution>에서 당시 동시대 문학을 처음으로 요약했다. 요르단의 작품처럼, 그들은 지리적 종분화의 발생을 문서화하는 자연의 직접적인 관찰에 의존했다. :86그는 세 가지 모드를 설명했다: 지리적, 반-지리적, 비-지리적; 오늘날 각각 allopatric, parapatric 및 sympatric이라고 한다. 칼 조르단과 Poulton의 아이디어에 크게 영향을 받은 마이어의 1942년 출판물은 20년 넘게 종분화에 대한 권위 있는 검토로 간주되었으며 오늘날에도 여전히 가치가 있다.
마이어의 연구의 주요 초점은 종분화를 촉진하는 지리학의 중요성이었다. 섬은 종종 제시된 많은 종분화 개념의 중심 주제로 작용한다. 그 중 하나는 근소적 종분화의 개념으로 allopatric speciation (그는 이후로 두 가지 모드를 peripatric 및 dichopatric라고 지칭하여 구별했다). 이 개념은 Wagner의 분리 이론을 지리적으로 고립된 작은 종에 초점을 맞춘 창시자 효과로 종분화의 한 형태로 해석함으로써 발생했다. 이 모델은 나중에 1976년과 1980년에 Kenneth Y. Kaneshiro 에 의해 성 선택을 통합하도록 확장 및 수정되었다.

## 현대 진화 합성
당시 많은 유전학자들은 자연 선택의 유전학과 종 사이의 생식 장벽의 기원 사이의 간극을 메우기 위해 거의 노력하지 않았다. :3로널드 피셔는 1930년 출판한 자연 선택의 유전학적 이론에서 종분화 모델을 제안했는데, 여기서 그는 강화에 의해 생식적 격리가 완료된 교감 또는 주변 개체군에 작용하는 파괴적 선택을 설명했다. J.B.S. 홀데인과 같은 다른 유전학자들은 종이 실제 존재한다는 사실조차 인식하지 못한 반면, Sewall Wright는 동종 종분화를 수용했음에도 이 주제를 무시했다. :3
현대 진화론적 종합에 종분화를 통합한 주요 기여자는 에른스트 마이어와 테오도시우스 도브잔스키(Theodosius Dobzhansky)였다. 유전학자인 도브잔스키는 1937년에 Genetics and Origin of Species를 출판했는데, 여기서 그는 어떻게 종분화가 일어날 수 있는지에 대한 유전적 틀을 공식화했다. :2그는 종분화가 그 당시 생물학에서 해결되지 않은 문제라는 것을 인식하고 새로운 종은 새로운 틈새의 점유로 인해 발생했다는 다윈의 입장을 거부했다. :2그 후, 마이어는 지리적 분리와 고립의 중요성을 강조하면서 종의 지리학에 대한 광범위한 연구를 수행했으며, 여기서 그는 생물다양성의 기원에 관한 도브잔스키의 간극을 채웠다(1942년 저서에서). 그들의 두 작품은 논쟁 없이 종분화에 대한 현대적 이해를 일으켰다. 주제에 대한 풍부한 연구를 자극한다. :3게다가, 이것은 G. Ledyard Stebbins의 책인 Variation and Evolution in Plants와 훨씬 더 나중인 1981년 Verne Grant의 책 Plant Speciation을 통해 동물뿐만 아니라 식물까지 확장되었다.

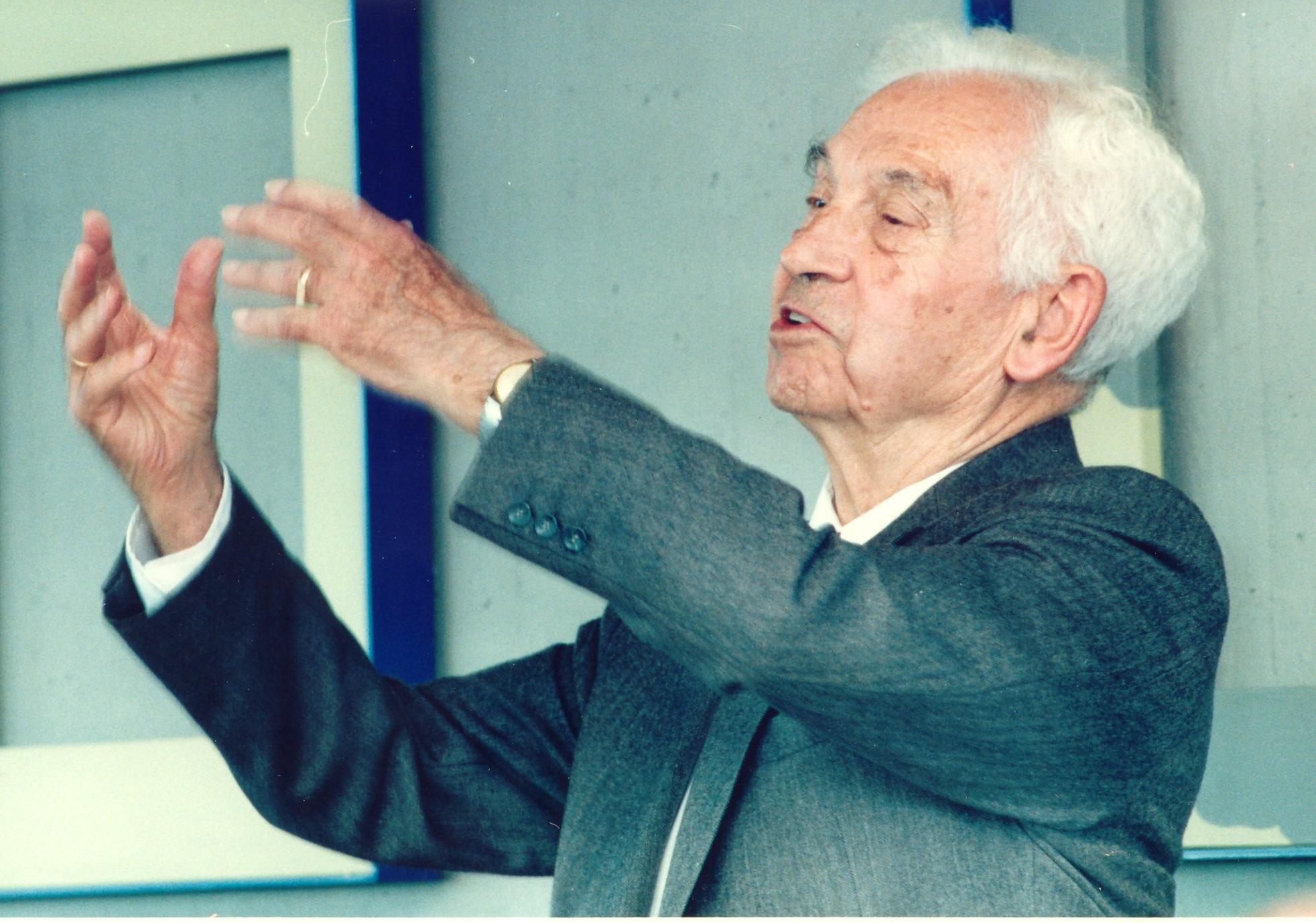
영향력 있는 진화 생물학자인 에른스트 마이어의 사진.

1947년 프린스턴 대학 회의에서 "유전학자, 고생물학자 및 체계학자 사이에 합의가 이루어졌으며 독립적인 생물학적 학문으로서의 진화 생물학이 확립되었다."고 했으며, 이로써 20세기의 종분화를 통합했다. 그 이후로 아이디어는 일관되고 반복적으로 확인되었다.

## 현대 작품
합성 후 종분화 연구는 유전학에 대한 강조가 훨씬 덜한 채 자연사와 생물지리학 내에서 주로 계속되었다.:4 종분화에 대한 연구는 출판물의 유입과 새로운 용어, 방법, 개념 및 이론의 호스트로써 1980년대 이후 가장 큰 증가를 보였다.:4 Jerry A. Coyne과 H. Allen Orr가 말했듯이 작업의 이 "세 번째 단계"는 많은 종분화 과정을 설명하는 데 사용되는 언어의 복잡성을 증가시켰다. 종분화에 대한 연구와 문헌은 "거대하고 흩어져 있으며 점점 더 기술적인" 수준이 되었다.:1
1980년대부터 새로운 연구 도구가 연구의 견고성을 높였다.:4 이는 새로운 방법, 이론적 프레임워크, 모델 및 접근 방식의 지원 덕분에 가능했다. Coyne과 Orr는 5가지 주요 주제를 중심으로 현대적인 1980년대 이후의 발전에 대해 논의했다. 이 주요 주제는 다음과 같다.
1. 유전학(현대 합성의 주요 요인이기도 함)
2. 분자 생물학 및 분석(즉, 계통 발생 및 계통학)
3. 비교와 분석
4. 수학적 모델링 및 컴퓨터 시뮬레이션
5. 생태학의 역할.[3]:5

생태학자들은 종분화의 이면에 있는 생태학적 요인이 과소 대표된다는 사실을 알게 되었다. 이것은 종분화를 촉진하는 생태학의 역할에 관한 연구의 성장을 보았다.:4 생태학에 대한 이러한 초점은 번식 장벽과 관련된 새로운 용어를 많이 만들어 냈다. 대신 마이어가 가능성이 없는 것으로 간주한 동종 종분화는 널리 받아들여졌다. 강화 과정을 포함하여 종 분화에 대한 자연 선택의 영향에 대한 연구가 증가했다.
연구자들은 종분화에서 성선택, 자연선택, 유전적 이동의 역할에 대해 오랫동안 논쟁을 벌여왔다.:383다윈은 로널드 피셔(Ronald Fisher)에 의해 크게 확장된 그의 작업과 함께 성 선택에 대해 광범위하게 논의했다. 그러나 생물학자인 Mary Jane West-Eberhard 가 종분화에서 성선택의 중요성을 인식한 것은 1983년이 되어서였다.:3
자연 선택은 생식적 고립을 향한 선택이 간접적이든 직접적이든 종분화를 초래할 수 있다는 점에서 중요한 역할을 한다. 유전적 이동은 1950년대부터 널리 연구되어 왔으며, 특히 유전적 이동에 의한 종분화의 피크 시프트 모델을 사용하여 연구되었다.:388
마이어는 본토 근처의 섬에서 발견되는 것과 같이 고립된 개체가 주요 개체군에서 유전적 변이의 작은 샘플만 포함하기 때문에 강력한 개체군 병목 현상을 경험하는 창시자 효과를 옹호했다.:390 나중에 Hampton L. Carson, Alan Templeton, Sergey Gavrilets, Alan Hastings와 같은 다른 생물학자들은 유전적 이동에 의한 관련 종분화 모델을 개발했으며, 섬에는 주로 고유종이 서식한다는 점에 주목했다. 종분화에서 선택의 역할은 널리 지지되는 반면, 창시자 효과 종분화는 그렇지 않다.:410

### 분류 논쟁

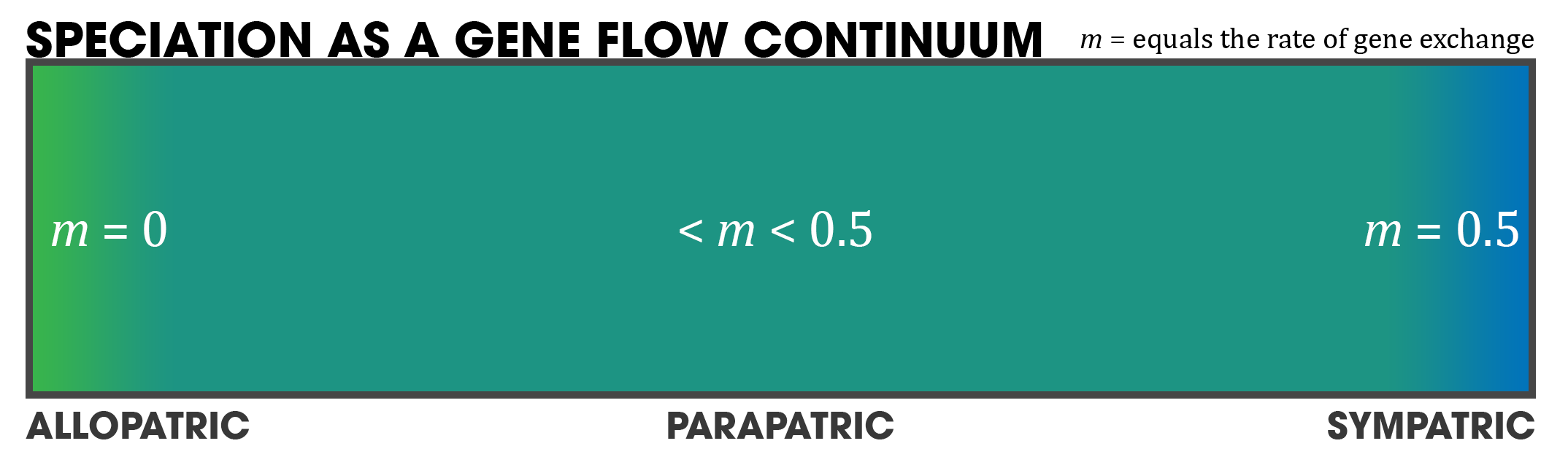
유전자 흐름의 연속체로 표현되는 종분화 유전자 교환 속도와 같다. 종 분화의 세 가지 주요 지리적 모드(allopatric, parapatric 및 sympatric)는 다른 비-지리적 모드와 마찬가지로 이 연속체 내에 존재할 수 있다.

연구의 역사를 통틀어 종분화, 분류 및 양식과 과정의 묘사에 대해 논의가 있었다. 줄리언 헉슬리는 종분화를 지리적 종분화, 유전적 종분화, 생태학적 종분화의 세 가지 개별 모드로 나누었다.:427 Sewall Wright는 10가지 서로 다른 다양한 모드를 제안했다.:427 에른스트 마이어는 종 개체군의 물리적, 지리적 분리의 중요성을 옹호하면서 종분화에 있어 그것을 가장 중요하게 여겼다. 그는 원래 오늘날 알려진 세 가지 기본 모드를 제안했다. 이 세가지는 지리적, 반-지리적, 비-지리적이고, 각각 allopatric, parapatric 및 sympatric에 해당한다.
"종분화 방식"이라는 문구는 부정확하게 정의되어 있으며, 대부분은 종의 지리적 분포의 결과로 발생하는 종분화를 나타낸다. 보다 간결하게, 현대의 종분화 분류는 종종 유전자 흐름 연속체에서 발생하는 것으로 설명된다(즉, {\displaystyle m=0} 그리고 동정 {\displaystyle m=0.5}) 이 유전자 흐름 개념은 순전히 지리적 설정을 반드시 관련성이 있는 것으로 보는 대신 집단 간의 유전자 교환에 기초한 종분화를 본다. 그럼에도 불구하고 생물지리학적 모드의 개념은 유전자 흐름 모델(예: 왼쪽 이미지)로 번역될 수 있다. 그러나 이 번역은 과학 문헌에서 언어의 혼란을 야기했다.

종분화의 세 가지 고전적인 지리적 모드의 비교: allopatric, parapatric 및 sympatric ; 주변 종 분화와 함께 동종 종 분화의 특별한 경우로 포함된다.

수십 년 동안 연구가 확장됨에 따라 지리적 체계는 도전을 받았다. 일부 연구자들은 전통적인 분류를 구식으로 간주하고, 다른 사람들은 그 장점을 주장한다. 비지리적 체계의 지지자들은 종종 생식적 격리(또는 심지어 그 과정 자체)의 중요성에 대한 거부가 아니라 종분화의 복잡성을 단순화한다는 사실에 의해 비지리적 분류를 정당화한다.
지리적 틀에 대한 한 가지 주요 비판은 생물학적 연속체를 불연속적인 그룹으로 임의로 분리한다는 것이다. 또 다른 비판은 종분화가 유전자 흐름의 연속체로 간주될 때 주변계 종분화가 전체 연속체에 의해 불합리하게 표현된다는 사실에 달려 있다.
코인과 오르(Coyne and Orr)는 지리학적 분류 체계가 유전자 흐름과 지리학이 명확하게 연결되어 있기 때문에 생물지리가 작용하는 진화적 힘의 강도를 제어한다는 점에서 가치가 있다고 주장한다.
James Mallet과 동료들은 자연 선택이 종 분화에 작용하는 정도를 결정하는 데 교감 대 동소 이분법이 중요하다고 주장한다. Kirkpatrick과 Ravigné는 유전적 기반이나 생식적 고립을 유발하는 힘에 따라 종분화를 분류한다. :85여기에서 지리학적 종분화 방식은 다양한 교배 유형으로 분류된다. Fitzpatrick과 동료들은 생물지리학적 계획이 "진정한 목표가 분기에 대한 자연 선택의 영향을 이해하는 것이라면 긍정적으로 오도할 수 있는 주의 산만"이라고 믿는다. 그들은 종분화를 완전히 이해하려면 발산과 관련된 "공간적, 생태적, 유전적 요인"을 탐구해야 한다고 주장한다. Sara Via는 종분화에서 지리학의 중요성을 인식하지만 이 계획에 따른 분류는 포기해야 한다고 제안한다.

## 모드 및 메커니즘의 역사

### 대칭 종분화
비록 그가 이 용어를 만들지는 않았지만, 다윈과 함께 시작될 때부터 "동종 종분화(sympatric speciation)"는 논쟁의 여지가 있는 문제였다.:125 다른 많은 진화 생물학자들과 함께 마이어는 종분화와 생물다양성의 기원에 대한 다윈의 견해를 종들이 새로운 생태학적 틈새, 즉 동조적인 종분화의 한 형태로 들어서면서 발생하는 것으로 해석했다. 마이어 이전에는 sympatric speciation이 1차적인 speciation 방식으로 간주되었다. 1963년 마이어는 이론의 다양한 결함을 인용하여 강력한 비판을 제공했다.:126그 후, 동성 종분화는 생물학자들에게 인기를 잃었고 최근에야 다시 관심을 갖게 되었다.:126제임스 말렛(James Mallet)과 같은 일부 생물학자들은 종분화에 대한 다윈의 견해가 마이어에 의해 잘못 이해되고 잘못 해석되었다고 믿는다. 오늘날, 동종 종분화는 실험실 실험과 자연 관찰의 증거에 의해 뒷받침된다.:127

### 잡종 종분화
종분화의 역사 대부분에서, 잡종화(배수성)는 논쟁의 여지가 있는 문제였다. 식물학자와 동물학자는 전통적으로 종분화에서 잡종화의 역할을 다르게 보았기 때문이다. 린네는 1760년에 교잡을 제안한 최초의 사람이었고, Øjvind Winge는 1917년에 처음으로 이배체를 확인했으며, 1925년에 Clausen과 Goodspeed에 의해 수행된 이후의 실험이 그 발견을 확인했다. 오늘날 그것은 종분화의 일반적인 메커니즘으로 널리 인식되고 있다.
역사적으로 동물학자는 잡종화를 드문 현상으로 여겼지만 식물학자는 식물 종에서 흔히 볼 수 있는 것으로 나타났다. 식물학자 G. Ledyard Stebbins와 Verne Grant는 1950년대에서 1980년대 사이에 잡종 종분화의 아이디어를 옹호한 잘 알려진 두 명의 식물학자이다. 배수체 종분화(또는 배수체)라고도 하는 잡종 종분화는 염색체 세트 수의 증가로 인해 발생하는 종분화이다.:321 그것은 효과적으로 즉각적으로 발생하는 일종의 sympatric speciation이다.:322 그랜트는 1981년에 재조합 종분화 라는 용어를 만들었다. 새로운 종이 교잡의 결과이고 그 자체가 두 부모로부터 생식적으로 격리되는 특수한 형태의 잡종 종분화라는 것이다.:337 최근에 생물학자들은 잡종 종 분화가 동물에서도 발생할 수 있다는 점을 점점 더 인식하게 되었다.

### 보강

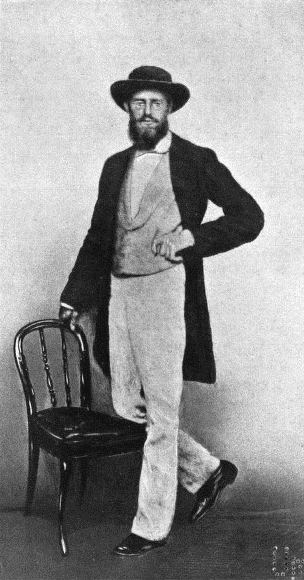
1862년의 젊은 박물학 자 Alfred Russel Wallace

강화에 의한 종분화의 개념은 시간이 지남에 따라 학자들 사이에서 그 인기가 크게 변하는 복잡한 역사를 가지고 있다. :353강화 이론은 역사적 발전의 세 단계를 거쳤다. :366
1. 부적합한 잡종에 근거한 타당성
2. 잡종이 어느 정도 적합할 수 있다는 발견에 근거한 타당성 없음
3. 실증적 연구와 생물학적으로 복잡하고 현실적인 모델에 기반한 타당성

그것은 원래 1889년 월리스에 의해 제안되었다.:353당시에는 이를 오늘날 과학자들이 거의 사용하지 않는 용어인 월리스 효과라고 했다. Wallace의 가설은 그룹 선택에 의해 강화된 접합체 후 격리에 초점을 맞추었다는 점에서 현대 개념과 다르다.:353 도브잔스키는 1937년에 이 과정에 대한 철저하고 현대적인 설명을 처음으로 제공했다.:353실제 용어 자체는 W. Frank Blair가 1955년까지 만들지 않았다.
1930년 로날드 피셔 (Ronald Fisher)는 자연 선택의 유전 이론(The Genetic Theory of Natural Selection)에서 강화 과정에 대한 최초의 유전적 설명을 제시했으며, 1965년과 1970년에는 최초의 컴퓨터 시뮬레이션을 실행하여 그 타당성을 테스트했다. :366나중에 집단 유전학과 정량적 유전학 연구에서 완전히 부적합한 잡종이 접합 전 분리를 증가시키는 것으로 나타났다.:368
도브잔스키의 아이디어가 종분화 연구의 최전선에 오른 후, 도브잔스키는 이것이 종분화의 마지막 단계를 설명한다고 제안하면서 상당한 지지를 얻었다(예: 동종 개체군이 2차 접촉에 들어간 후). :3531980년대에 많은 진화 생물학자들은 그 아이디어의 타당성을 의심하기 시작했다.:353경험적 증거가 아니라 생식 격리의 가능성이 낮은 메커니즘으로 간주되는 이론의 성장에 크게 의존한다. 당시 많은 이론적 반대가 제기되었다. 1990년대 초반부터 강화가 인기를 되찾았고 진화 생물학자들은 그 가능성을 인정했다. 그 이유는 주로 데이터의 갑작스러운 증가, 실험실 연구와 자연의 경험적 증거, 복잡한 컴퓨터 시뮬레이션 및 이론적 작업 때문이다. :372–375
강화에 관한 과학적 언어도 시간이 지남에 따라 달라졌으며 연구자마다 용어에 다양한 정의를 적용했다. 처음에는 2차 접촉 잡종 구역 내 Gastrophryne 개구리에서 관찰된 짝짓기 소리 차이를 설명하는 데 사용되었으며 강화는 2차 접촉을 경험하는 지리적으로 분리된 개체군을 설명하는 데에도 사용되었다. Roger Butlin은 불완전한 접합 후 격리를 완전한 격리와 구분하여 불완전한 격리를 강화로, 완전히 격리된 개체군을 생식적 성격 변이를 경험하는 것으로 구분했다. Daniel J. Howard는 생식 특성 변이를 여러 짝짓기 또는 짝 인식을 위한 특성의 발산(특히 동조 집단 사이)을 나타내는 것으로 간주했다. 이 정의에 따르면 접합 전 분기와 접합 후 완전한 격리가 포함된다. Maria R. Servedio와 Mohamed Noor는 두 개의 다른 종 사이의 짝짓기에 대한 선택에 대한 반응인 한, 접합 전 분리의 감지된 증가를 강화로 간주한다.  Coyne과 Orr는 "진정한 강화는 여전히 유전자를 교환할 수 있는 분류군 사이에서 분리가 강화되는 경우에 제한된다"고 주장한다. :354

## 같이 보기
- 종분화 실험